# PTPN22
La protein-tirosin-fosfatasi non recettoriale 22, anche nota con l'acronimo PTPN22, è una proteina con proprietà enzimatiche codificata dal gene PTPN22. Tale gene può essere espresso in varie forme. Essendo coinvolto nella responsività dei recettori dei linfociti B e T, le sue mutazioni possono essere responsabili dell'insorgenza di malattie autoimmuni.